# Adottato dal Re!
Adottato dal Re! è un cortometraggio italiano del 1912.

## Trama
Un giovane spazzacamino viene chiamato a prestare la sua opera nel palazzo della contessa Du Barry, favorita di Luigi XV. Terminato il lavoro scende per errore nel bodoir della nobildonna, dove trova un letto e vi si addormenta. Il re la contessa, commossi, non lo svegliano, ed anzi il primo, su richiesta della donna, decide di adottarlo, conferendogli appositi titoli.
Venti anni dopo, durante la rivoluzione francese, la contessa è prigioniera dei sanculotti ed è stata condannata a morte. Memore del suo antico mestiere, grato per il bene ricevuto, lo spazzacamino si cala nella stanza dov'è tenuta prigioniera per liberarla, ma viene sorpreso dai carcerieri. Salgono quindi insieme sulla ghigliottina.

## Critica
(Vita Cinematografica, 15 ottobre 1912)